# 1808
Cette page concerne l'année 1808  du calendrier grégorien.
L'année 1808 est une année bissextile qui commence un vendredi.

## Événements
- 1er janvier :
  - Herman Willem Daendels prend ses fonctions de gouverneur des Indes orientales néerlandaises à Batavia (fin en 1810)[1].
  - La Sierra Leone devient la première colonie de la couronne britannique en Afrique noire[2].
- 26 janvier : début de la révolte du rhum. Le gouverneur de Nouvelle-Galles du Sud, William Bligh est déposé. Il sera remplacé par Lachlan Macquarie, qui prend ses fonctions le 1er janvier 1810[3].

- 12 mars : les Peuls d’Usman dan Fodio envahissent le Bornou et prennent la capitale Ngazargamu[4]. Ils sont chassés en 1810 par le religieux Mohamed El-Kanemi (en) qui rétablit son parent, Ahmed, roi du Bornou, sur son trône à Gasr Eggomo (Ngazargamu).

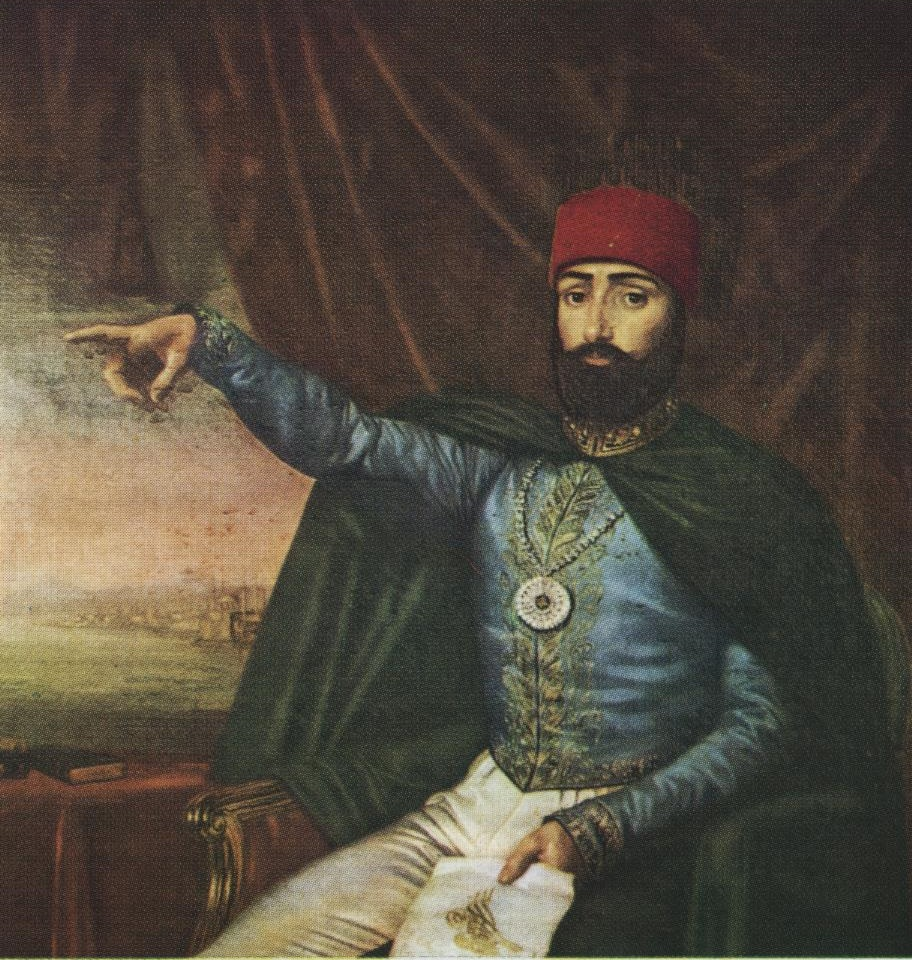
28 juillet : Mahmud II, sultan ottoman.

- 28 juillet, Constantinople : le pacha de Routschouck Mustapha Beiraktar, qui assiège le palais de Topkapı, exige du sultan ottoman Mustafa IV qu’il délivre son cousin Sélim III pour le rétablir sur le trône. Mais Mustafa IV fait mettre à mort son prisonnier. Il est déposé et Mustapha Beiraktar place sur le trône son frère Mahmud II (fin de règne en 1839). Mustapha Beiraktar devient son grand vizir[5]. Mahmud II remet à l'ordre du jour le programme de réforme de l'empire.
- 3 octobre : Usman dan Fodio s’empare d’Alkalawa, la capitale du Gober[4].
- 4 octobre : les Britanniques cherchent à nouer des relations commerciales avec le Japon. La frégate HMS Phaeton entre en force dans le port de Nagasaki mais est refoulée[6].

- 14 novembre : révolte des janissaires contre les réformes militaires à Constantinople[5].
- 15 novembre, Constantinople : le grand vizir ottoman Mustapha Beiraktar est tué lors de l’assaut des Janissaires contre la Sublime Porte dans l'explosion d'un magasin de poudre. Le sultan ottoman déposé Mustafa IV est assassiné sur ordre de son frère le même jour au palais de Topkapı[7].

- décembre : éruption de 1808, à une localisation inconnue.

- Napoléon Ier envisage la reconquête de l'Égypte pour que les Britanniques ne la gardent pas[8].

- Le Royaume-Uni entretient une escadre au large des côtes de l’Afrique occidentale afin de lutter contre la traite des Noirs, le "squadron"[9]. De deux navires en 1808, elle atteint un maximum de 30 au milieu du siècle. Les patrouilles navales interceptent les convois d’esclaves en partance pour l’Amérique. Dès 1815, 6 000 esclaves sont ramenés dans la colonie britannique de Sierra Leone[10], où ils se joignent aux esclaves affranchis astreints à la culture du coton, et du café par une compagnie commerciale britannique.

### Amérique
- 1er janvier : l'importation d'esclaves aux États-Unis est interdite[11].

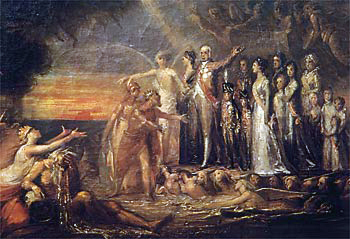
Allégorie montrant l'arrivée du prince Jean et de sa famille au Brésil.

- 21 janvier, Brésil : le roi Jean VI de Portugal arrive à Bahia avec une flotte de 20 navires transportant de 10 000 à 15 000 personnes[12].
- 28 janvier : décret d'ouverture des ports brésiliens aux nations amies[13]. À Bahia, sur le conseil de l'économiste José da Silva Lisboa, futur vicomte de Cairu, le roi ouvre le Brésil au commerce extérieur[14].

- 8 mars : le roi Jean VI de Portugal arrive à Rio de Janeiro[12]. Son arrivée déchaîne l’enthousiasme. Le roi abolit le régime du monopole et proclame la liberté industrielle (1er avril[13]). Il dote Rio d’institution scientifiques et artistiques : École de médecine et de chirurgie, Lycée des Arts, Bibliothèque royale (1810), Imprimerie royale (13 mai), Observatoire astronomique, académie militaire (1810), archives militaire avec une cartothèque[14].
- 10 mars : organisation du gouvernement à Rio ; le comte dos Arcos (ancien vice-roi), le comte de Barca (diplomate), Rodrigo de Sousa Coutinho, comte de Linhares, ministre des affaires étrangères[15].
- 17 mars : Soulèvement d'Aranjuez en Nouvelle-Espagne
- 28 mai, Canada : début de l'expédition de Simon Fraser vers le Pacifique par la rivière qui porte son nom[16].

- 8 septembre : William Short est nommé ambassadeur en Russie[17]. Établissement de relations diplomatiques entre la Russie et les États-Unis.
- 15 septembre : le vice-roi de Nouvelle-Espagne (Mexique) José de Iturrigaray est déposé par les royalistes originaires de la métropole, qui se réclament de la junte d’Espagne, opposés aux créoles qui réclament l’indépendance[18].

- 12 octobre : création de la Banque du Brésil par Rodrigo de Sousa Coutinho, comte de Linhares[13]. Elle disparaîtra en 1829.

- 7 novembre : bataille de Palo Hincado à Saint-Domingue[19]. Les émigrés dominicains à Porto Rico chassent les Français qui s’étaient maintenus dans la partie espagnole de l’île après leur défaite à Haïti.
- Loi du 25 novembre : le Brésil s’ouvre aux étrangers[14].

- Début des guerres d'indépendance dans les Amériques centrale et du Sud (fin en 1825)[20].

### Europe

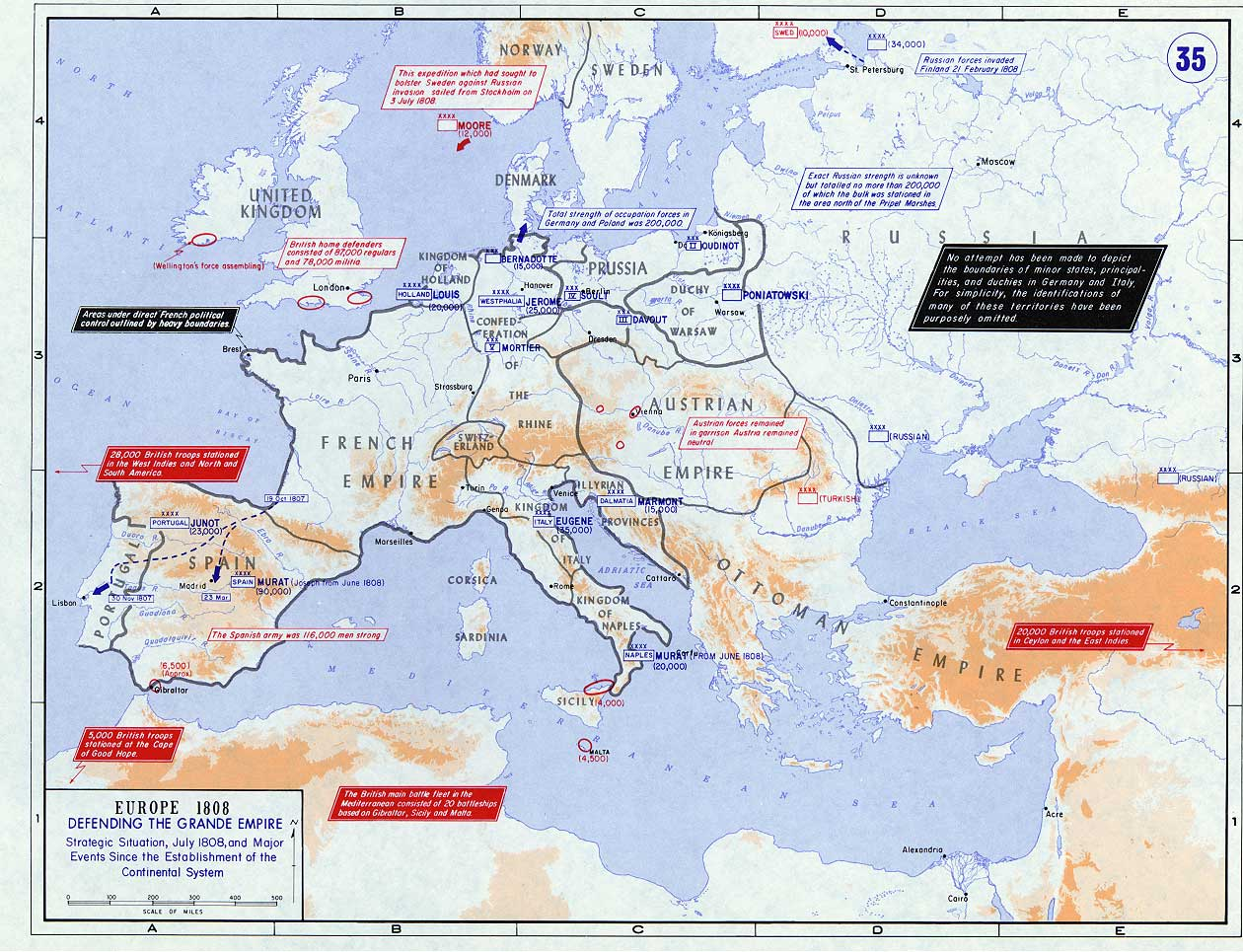
Situation stratégique en Europe.

- 13 janvier : Alexis Araktcheïev est nommé ministre de la Guerre en Russie (fin en 1810)[21].

- 2 février : l'armée française envahit les États pontificaux, Pie VII ayant refusé d’appliquer le Blocus continental[22].

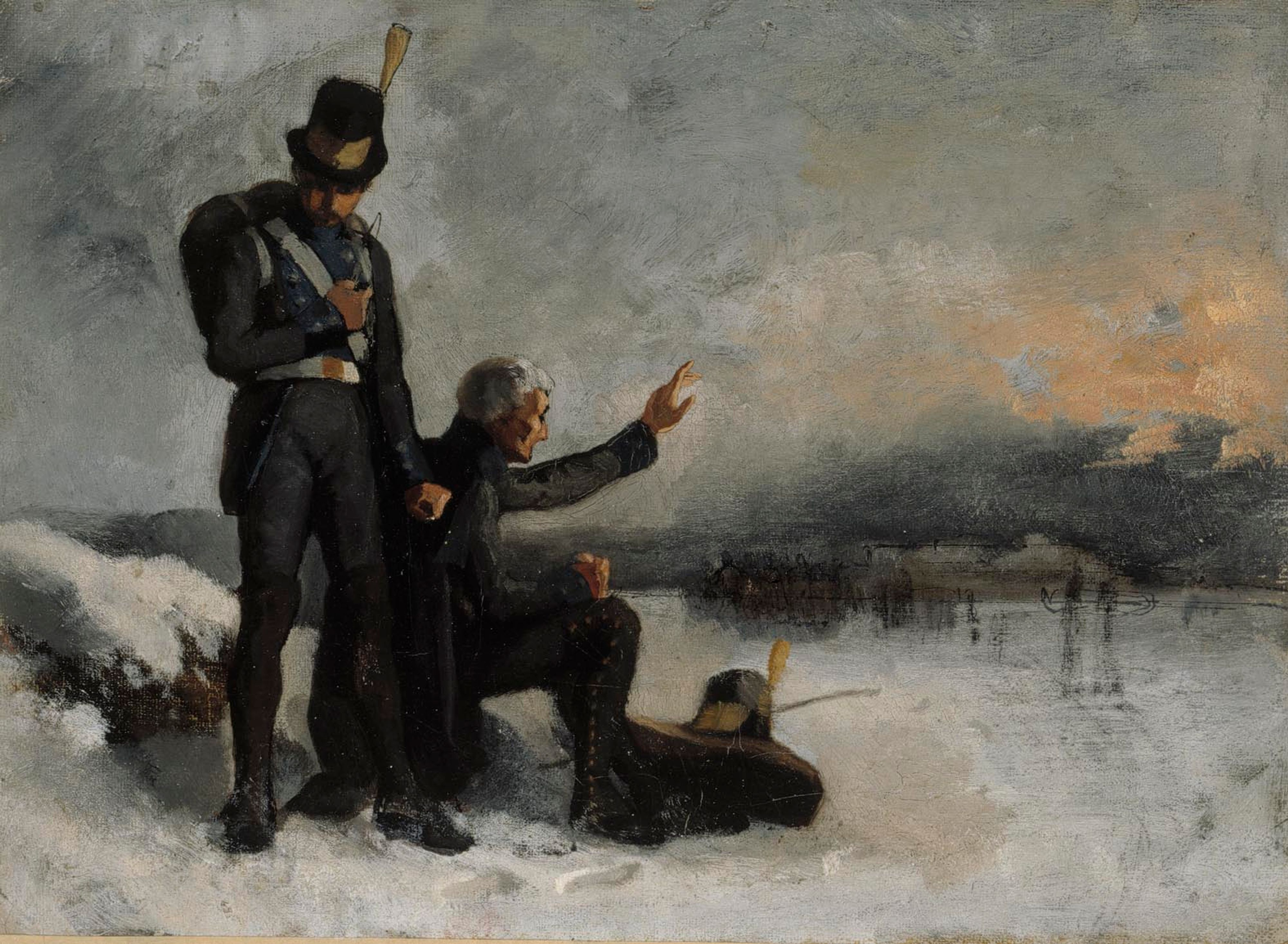
21 février : début de la Guerre de Finlande. Toile d'Albert Edelfelt, 1874.

- 21 février : début de la guerre russo-suédoise. Le tsar envahit la Finlande[23]. Barclay de Tolly est le général en chef de l’armée russe en Finlande.

- 13 mars : début du règne de Frédéric VI de Danemark (1768-1839), roi de Danemark (fin en 1839) et de Norvège (fin en 1814). La veille de son avènement, le Danemark déclare la guerre à la Suède[24]. En mars, la Suède est menacée par les troupes françaises de Bernadotte en Scanie[25] et une offensive danoise venue de Norvège.

- 11 mai : les ports pontificaux des Marches et Ancône sont attribués au royaume d'Italie[26].
- 16 mai : bataille d'Alvøen[27].
- 19 mai : rejet d'un projet de loi sur le salaire minimum au Royaume-Uni[28] ; des troubles sociaux éclatent à Manchester et dans le Lancashire à la suite de la hausse des prix (mai-juin)[29]. Face à la crise, l’opinion britannique commence à demander la paix. Des pétitions circulent. Le gouvernement résiste à la pression et l’agitation retombe, faute d’encadrement (prison ou exil des radicaux depuis la grande répression de 1798-1799).
- 24 mai : le duché de Parme et Plaisance et la Toscane sont réunis à l’Empire français[30].

- 15 juillet : Murat succède par décret à Joseph Bonaparte sur le trône de Naples. Il entre dans la ville le 6 septembre[31].

- 2 août : victoire russe sur la Suède à la bataille de Sandöström[32].
- 8 août : en Russie, Mikhail Speransky est chargé de mener à bien les travaux de la Commission de codification des lois[33].

- 8 septembre : convention fixant la dette de la Prusse à cent quarante millions de thalers ; Napoléon retire ses troupes de Prusse à l’exception des forteresses de Glogau, de Küstrin et de Stettin, occupées jusqu’au versement du solde des contributions de guerre[34] (plus de 245 millions de thalers avec l’indemnité, soit près d’un milliard de francs entre 1806 et 1808[35]).

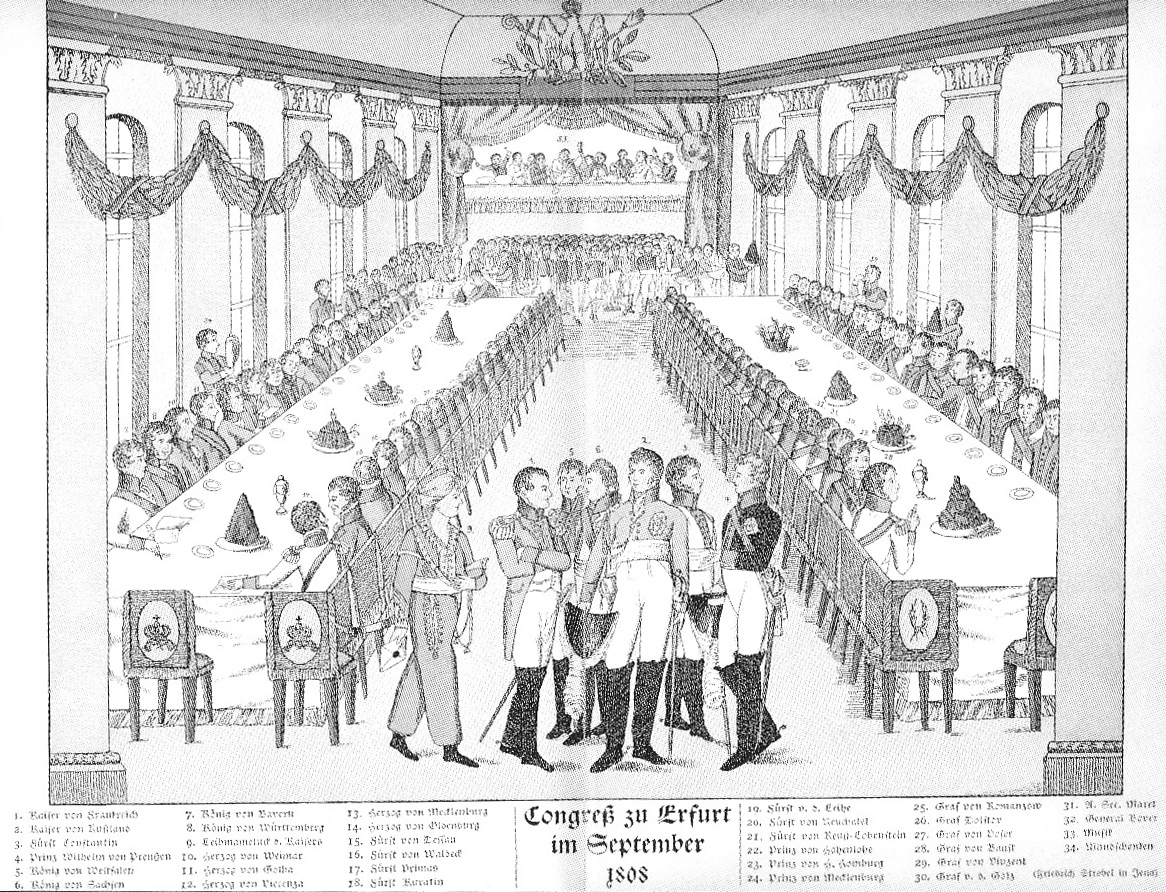
27 septembre-14 octobre : entrevue d'Erfurt.

- 27 septembre-14 octobre : entrevue d'Erfurt entre Napoléon Ier et Alexandre Ier de Russie. Une convention est signée le 12 octobre[36]. Napoléon n’obtient pas le soutien qu’il espérait. Ce traité permet en fait le renouvellement de l’alliance franco-russe - conclue à Tilsit -, mais marque un refroidissement des relations diplomatiques. Alexandre Ier ne veut pas d’une guerre contre l’Autriche. Il promet tout juste d’intervenir si l’Autriche déclare la guerre.

- 4-17 octobre : prise de Capri par le général Jean Maximilien Lamarque[37].

- 5 novembre : clôture de la diète de Presbourg. Dernière levée de troupes selon le système de l’insurrection nobiliaire en Hongrie[38]. Les armées hongroises engagées dans les guerres napoléoniennes atteignent jusqu’à 35 régiments, soit plus de 115 000 hommes.
- 18 novembre : définition d'un statut des villes en Prusse dont les conseils municipaux seront élus par les bourgeois résidents[39].
- 24 novembre : Napoléon, apprenant que le ministre prussien Stein préparait une revanche contre les Français, exige sa démission et fait confisquer ses biens. Stein s’enfuit en Autriche[34]. Altenstein et Dohna prennent la tête du ministère (fin le 4 juin 1810)[40].

#### Péninsule Ibérique
- Janvier : Napoléon fait occuper le Pays-Basque et la Catalogne[41].

- 18 mars : conjuration d’Aranjuez ; émeute populaire contre le favori Godoy, sans doute fomentée par le prince des Asturies. Charles IV d'Espagne, effrayé, se réfugie auprès de Murat, qui commande les troupes françaises, puis abdique en faveur de son fils, qui prend le 19 mars le nom de Ferdinand VII[42]. Les autorités françaises contestent sa légitimité : Napoléon, arrivé à Bayonne, propose son arbitrage.

- 19 avril : Ferdinand VII, escorté par Savary se rend à Bayonne. Napoléon lui propose la Toscane le lendemain[41].
- 30 avril : entrevue de Bayonne[42]. À l’issue d’une sordide querelle, Ferdinand restitue la couronne à son père, puis part en captivité à Valençay (10 mai). Charles IV est contraint par Napoléon de lui remettre la couronne (il mourra en Italie). L’empereur la donne à son frère aîné Joseph (6 juin), roi de Naples, décision approuvée par une assemblée de notables espagnols réunie à Bayonne (7 juillet)[41]. Les colonies refusent de le reconnaître, ce qui aboutit à une autonomie de fait.

- 2 mai : insurrection du Dos de Mayo[41] et début de la guerre de résistance espagnole (fin en 1814), provoquée par le mécontentement de la population espagnole après l'invasion de l'Espagne par les armées de Napoléon et l'installation de son frère Joseph comme roi. Le peuple de Madrid exaspéré par les troupes de Murat, se révolte aux cris de « Mort aux Français ». L’affrontement fait 200 morts français pour 500 à 1 000 espagnols, en tenant compte de la sanglante répression du 3 mai (Tres de Mayo, de Goya).
- 24-30 mai : le soulèvement est général, animé par le clergé et la noblesse espagnole. Il se manifeste par une guerre d’escarmouche menée par des paysans. Une junte insurrectionnelle se substitue dans chaque province aux autorités (à Oviedo le 25 mai)[43]. Fin juin, les juntes prennent contact avec le Royaume-Uni, qui leur accorde subsides et conseillers militaires.
- Mai : Napoléon Ier reçoit à Bayonne une délégation de « ses » sujets Portugais. Il tient à leur égard des propos blessants (« Je ne sais ce que je vais faire de vous… Êtes-vous un peuple ?… Voulez-vous être espagnols ? »)[44].

- 6 juin : la junte de Séville déclare la guerre à la France[45].
- 6 et 14 juin : victoires des insurgés catalans à Bruch, près de Barcelone[46].
- 7 juin : victoire française à la bataille du pont d'Alcolea[47].
- 9–14 juin : capture de l'escadre de Cadix par les Espagnols[48].
- 15 juin : début du premier siège de Saragosse (fin le 12 août). Lefebvre-Desnouettes et Verdier échouent à prendre la ville défendue par Palafox[49].
- 16 juin : début d'une révolte populaire contre l'occupation française à Olhão, dans l'Algarve[50].

- 7 juillet : constitution de Bayonne[41].
- 14 juillet : victoire française de Medina del Rio Seco[51].

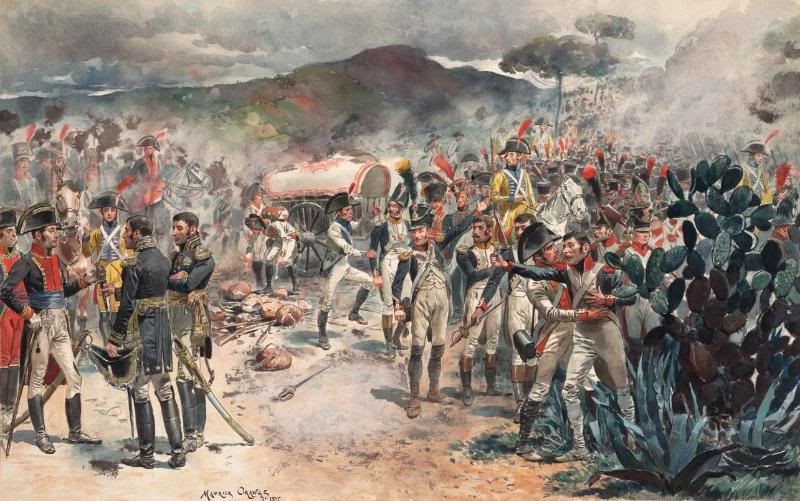
22 juillet : capitulation de Bailen.

- 19 juillet : les Français sont défaits à Bailen. Dupont, qui marchait sur Cadix après avoir ravagé Cordoue, est encerclé par Castaños près de Bailen et doit capituler le 22 juillet[52]. Ses soldats prisonniers seront décimés par les conditions de détention (3 000 survivants sur 16 000).
- 20 juillet : Joseph Bonaparte entre à Madrid après sa victoire de Medina del Rio Seco[51]. Il doit abandonner la ville presque aussitôt.
- 28 juillet : les armées de Moncey échouent devant Valence[53].

- 1er août : Arthur Wellesley débarque à Figueira da Foz, au Portugal[54].
- 17 août : victoire anglo-portugaise à la bataille de Roliça[54].
- 21 août : les Français de Junot sont défaits à Vimeiro au Portugal par le Britannique Arthur Wellesley (futur Wellington)[54].
- 30 août : convention de Cintra. Les troupes françaises au Portugal sont évacuées par la flotte britannique[54].

- 25 septembre : les juntes provinciales, ralliées par une partie de l’armée régulière espagnole, se réunissent en une junte nationale[55].

- 31 octobre : bataille de Durango. Lefebvre s’empare de Bilbao[56] mais ne peut empêcher la retraite de Blake.

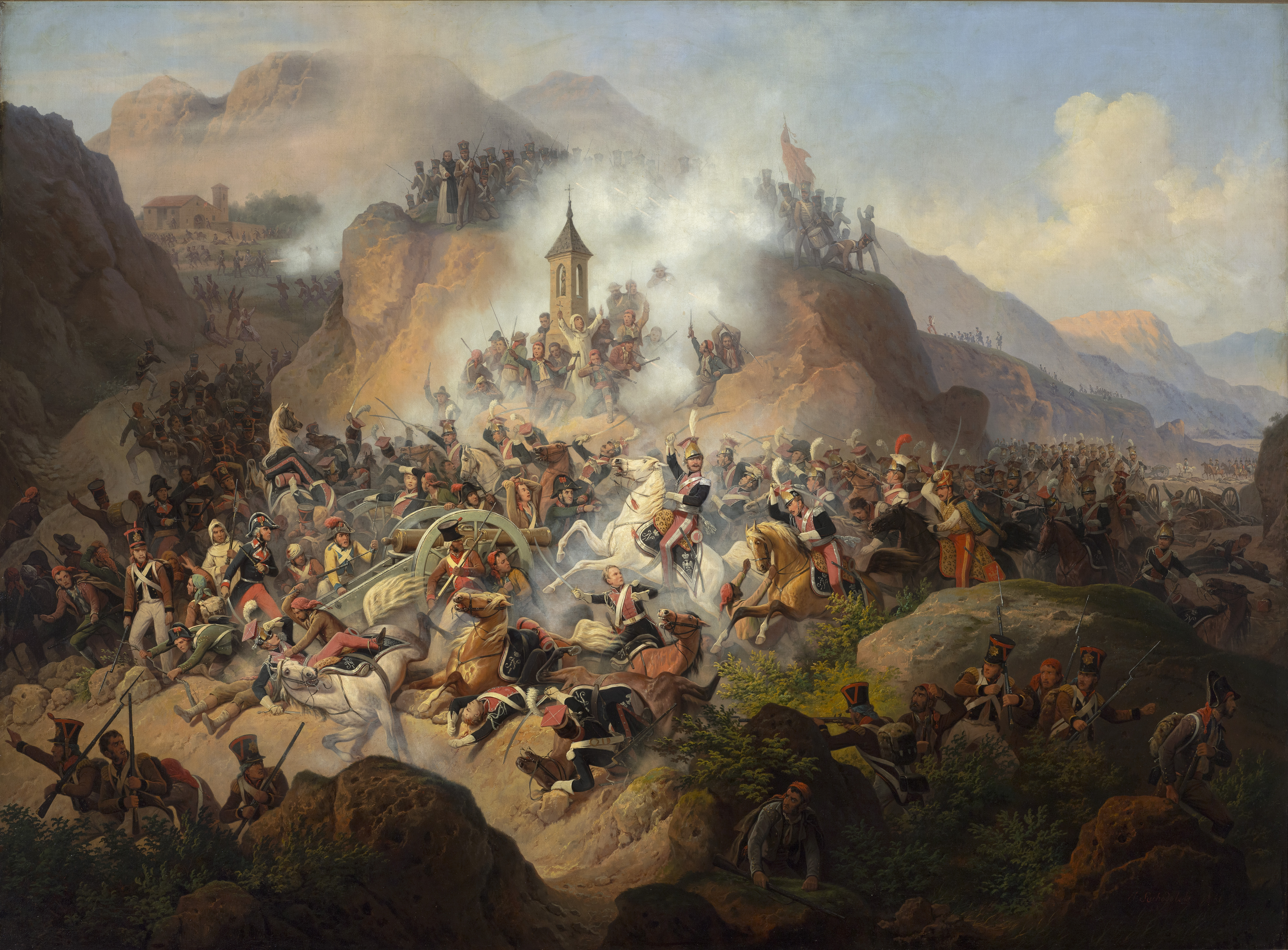
30 novembre : bataille de Somosierra.

- 4 novembre, Bayonne : Napoléon intervient en personne avec 200 000 grognards et reprend les villes et les voies de communication[57]. Malgré un revers de Villatte à Balmaseda[58], les troupes de Napoléon remportent une série de victoires qui leur ouvrent la route de Madrid - bataille de Burgos (10 novembre), Espinosa (10-11 novembre), Somosierra (30 novembre) - tandis que Lannes bat à Tudela les généraux Palafox et Castaños (23 novembre)[59].

- 2 décembre : décrets de Chamartin. Napoléon abolit les droits féodaux, supprime le tribunal de l’Inquisition, sécularise et met en vente les biens des monastères[60]. Les juntes proposant un régime constitutionnel et libéral, les décrets de Chamartin n’ont pratiquement aucun effet sur le peuple.

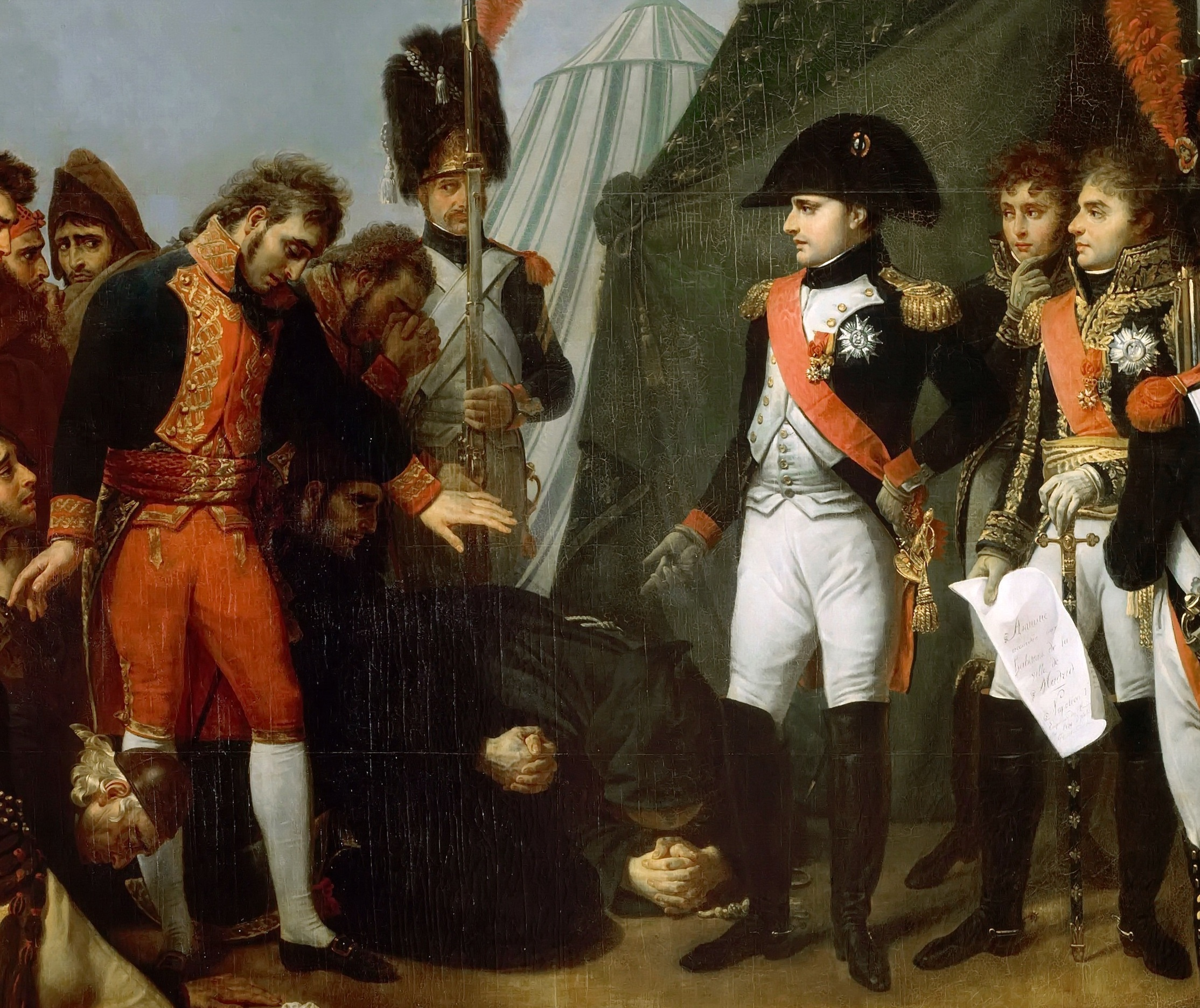
4 décembre : reddition de Madrid. Toile de Antoine-Jean Gros.

- 4 décembre : entrée de Napoléon dans Madrid[59].
- 10 décembre : le général britannique John Moore avance à partir de Salamanque avec 60 000 Anglo-Espagnols pour couper la retraite aux Français où les chasser de Madrid[61],[62].
- 20 décembre : début du deuxième siège de Saragosse[49].
- 21 décembre : victoire de la cavalerie britannique à la bataille de Sahagún[61],[62].
- 29 décembre : nouvelle victoire britannique à la bataille de Benavente[61],[62].

## Naissances en 1808
- 10 janvier : Thomas Jefferson Dryer, éditeur de presse, franc-maçon, alpiniste et homme politique américain († 30 mars 1879).
- 21 janvier : Léon Riesener, peintre français († 25 mai 1878).
- 29 janvier : Auguste de Châtillon, peintre, sculpteur et poète français († 26 mars 1881).

- 4 février : Michele Costa, compositeur, chef d'orchestre et directeur musical italien naturalisé anglais († 29 avril 1884).
- 5 février : Carl Spitzweg, poète et peintre allemand († 23 septembre 1885).
- 7 février : Auguste Savagner, historien français († 14 novembre 1849).
- 15 février :
  - Carl Friedrich Lessing, peintre allemand († 5 juin 1880).
  - Anton Menge, naturaliste allemand († 27 janvier 1880).
- 18 février : Louis de Gonzague Baillargé, avocat canadien († 20 mars 1896).
- 26 février : Honoré Daumier, sculpteur, lithographe et peintre français († 10 février 1879).

- 6 mars : Sophie Adlersparre, peintre suédoise († 23 mars 1862).
- 17 mars :
  - Louis Dietsch, compositeur et chef d'orchestre français († 20 février 1865).
  - Robert Alfred Cloyne Godwin-Austen, géologue britannique († 25 novembre 1884).
- 20 mars : Antoine Étex, peintre et sculpteur français († 14 juillet 1888).
- 22 mars : Ludwig Lange, peintre et architecte allemand († 31 mars 1868).
- 24 mars : Joseph-Constant Ménissier, peintre religieux français († 30 août 1864).

- 10 avril : Auguste-Joseph Franchomme, compositeur français, professeur de violoncelle du conservatoire de Paris († 21 janvier 1884).
- 16 avril : Amaury-Duval, peintre français († 25 décembre 1885).
- 20 avril : Louis-Napoléon Bonaparte, président de la République († 9 janvier 1873).
- 25 avril :
  - Michele de Napoli, peintre italien († 24 mars 1892).
  - Charles Gomien, peintre portraitiste français († 1876).

- 8 mai : Dimítrios Válvis, homme politique grec († 30 novembre 1886).
- 22 mai : Gérard de Nerval, écrivain et poète romantique français († 26 janvier 1855).

- 13 juin : Edme Patrice Maurice de Mac-Mahon, maréchal de France et président de la république française († 17 octobre 1893).
- 14 ou 16 juin : Édouard Perris, entomologiste français († 10 février 1878).
- 24 juin : Anna Caroline Oury, pianiste et compositrice allemande d'ascendance française († 22 juillet 1880).

- 2 juillet : Marius Gueit, organiste, violoncelliste et compositeur français († 2 décembre 1862).
- 8 juillet :
  - George Robert Gray, zoologiste et écrivain britannique († 6 mai 1872).
  - Mindon Min, roi de Birmanie († 1er octobre 1878).
- 9 juillet : Alexander William Doniphan, avocat, homme politique et soldat américain († 8 août 1887).
- 13 juillet : Édouard de Muralt, professeur de théologie, libraire et paléographe suisse († 14 janvier 1895).
- 22 juillet : Franz Anton Schubert, violoniste et compositeur allemand († 12 avril 1878).

- 8 août : Félix Hullin de Boischevalier, peintre français († 26 juillet 1869).
- 20 août : Ferdinand Marinus, peintre belge († 6 juillet 1890).
- 25 août : Auguste Borget, peintre français († 25 octobre 1877).
- 28 août : Caroline Swagers, peintre française († 5 novembre 1877).

- 5 septembre : Louis Clapisson, compositeur et collectionneur français d'instruments de musique anciens († 19 mars 1886).
- 6 septembre : Károly Knezić, général hongrois († 6 octobre 1849).
- 9 septembre : Gustave Mathieu, poète et chansonnier français († 14 octobre 1877).
- 15 septembre : John Hutton Balfour, botaniste britannique († 11 février 1884).
- 19 septembre : Antoine Elwart, compositeur, musicologue et musicographe français († 14 octobre 1877).

- 2 octobre : Franz Limmer, compositeur autrichien († 19 janvier 1857).
- 4 octobre : Bernard de Susbielle, officier général français († 15 mars 1893).
- 8 octobre : Luigi Riccardi, peintre italien († 1877).
- 10 octobre : Joseph-Édouard Turcotte, avocat et homme politique canadien († 20 décembre 1864).
- 14 octobre : Simon Saint-Jean, peintre français († 3 juillet 1860).
- 18 octobre : Charles Henri Hancké, peintre et lithographe français († 28 avril 1869).
- 24 octobre :
  - Eugène Forest, peintre, lithographe, graveur et caricaturiste français († 28 décembre 1891).
  - Ernst Friedrich Richter, théoricien, organiste, pédagogue et compositeur allemand († 9 avril 1879).

- 2 novembre : Jules Barbey d'Aurevilly, écrivain français († 23 avril 1889).
- 7 novembre : Jean-Louis Gintrac, peintre, dessinateur et lithographe français († 20 juin 1886).
- 16 novembre : Francesco Gonin, peintre italien († 14 septembre 1889).

- 5 décembre : Hippolyte-Raymond Colet, compositeur, théoricien et professeur de musique français († 21 avril 1851).
- 14 décembre : Edouard de Bièfve, peintre belge († 7 février 1882).
- 23 décembre : Joseph Geefs, sculpteur belge († 9 octobre 1885).
- 26 décembre : Albert Grisar, compositeur belge († 15 juin 1869).
- 29 décembre : Andrew Johnson, Président des États-Unis († 31 juillet 1875).

- Date inconnue :
  - Nikola Aleksić, peintre serbe († 1er janvier 1873).
  - Dimítrios Bótsaris, combattant de la guerre d'indépendance grecque et homme politique hellène († 10 septembre 1892).
  - Thomas Crane, peintre anglais († 1859).

## Décès en 1808
- 22 février : Biagio Rebecca, peintre italien (° 1735).
- 29 février : Carles Baguer, organiste et compositeur espagnol (° mars 1768).

- 3 mars : Johan Christian Fabricius, entomologiste et économiste danois (° 7 janvier 1745).
- 17 mars : Carl Friedrich Hindenburg, mathématicien allemand (° 13 juillet 1741).
- 19 mars : Jean-Antoine Galtié, homme politique français, député du Lot au Conseil des Anciens (° 8 juillet 1743).

- 10 avril : Jean-Laurent Mosnier, peintre et miniaturiste français (° 1743).
- 15 avril : Hubert Robert, peintre et graveur français (° 22 mai 1733).

- 5 mai : Pierre Jean Georges Cabanis, médecin idéologue français (° 5 juin 1757).

- 10 juin : Jean Baptiste de Belloy, cardinal français, archevêque de Paris (° 9 octobre 1709).
- 12 juin : Giovanni Bellati, peintre italien (° mars 1745).
- 17 juin : Louis-Joseph de Montmorency-Laval, cardinal français, évêque de Metz (° 11 décembre 1724).

- 14 juillet : Artem Vedel, compositeur, violoniste et chanteur ukrainien (° 1767).
- 16 juillet : Dominique Pergaut, peintre français (° 21 juillet 1729).
- 21 juillet : Claude-François Duprès, général de brigade français dans les armées de la Révolution et de l'Empire (° 3 octobre 1755).

- 4 août : Stephen Cabarrus, homme politique américain d'origine française (° 29 août 1754).

- 3 septembre : Philip Gidley King, officier de marine et homme politique britannique (° 23 avril 1758).
- 25 septembre : Charles-Jean-Baptiste Chaboillez, trappeur et négociant dans le commerce de la fourrure canadien (° 9 juillet 1736).